# Nova Milanese
Nova Milanese (Noeuva in dialetto locale AFI: [ˈnøːa]) è un comune italiano di 23 163 abitanti della provincia di Monza e della Brianza in Lombardia. Si fregia del titolo di città.

## Geografia fisica

### Territorio
Il comune di Nova Milanese si estende per 5,81 km². È situato nell'alta Pianura Padana ad un'altitudine di 171 m s.l.m. e si trova sul confine meridionale della Brianza.
Le città più vicine sono Monza, ad una distanza di 6 km verso est, e Milano, distante 15 km verso sud.
Il territorio novese è attraversato dal Canale Villoresi (dal nome del suo ideatore Eugenio Villoresi), che scorre da ovest verso est mettendo in comunicazione le acque del fiume Ticino con quelle dell'Adda per irrigare la bassa Brianza.
Confina con Muggiò ad est, Desio a nord, Varedo a nord-ovest, Cinisello Balsamo a sud e Paderno Dugnano a sud-ovest.
Le strade della città ricoprono una lunghezza totale di 50 km circa ed ha territorio all'interno del parco locale di interesse sovracomunale "Parco del Grugnotorto".
Il territorio è sostanzialmente pianeggiante, anche se c'è una leggera pendenza in salita verso nord.

### Clima
Nova Milanese appartiene alla zona climatica E.

## Storia
Nova è attraversata dalla via Mediolanum-Bellasium, che mette in comunicazione la città di Milano con la Valassina e, tramite il passo del Ghisallo, con Bellagio. 

Nova Milanese si trova proprio alla distanza di nove miglia dal capoluogo lombardo (Milano) lungo questa strada, dunque è stato ipotizzato che il nome del Comune abbia proprio questo significato. Secondo altre ipotesi il toponimo deriverebbe da "vicus novus", cioè nuovo villaggio rispetto ad agglomerati precedenti, oppure da "novale", cioè campo rimesso a coltura dopo un lungo periodo di riposo, o addirittura dal cognome "Novati". 

Non si hanno prove certe dell'esistenza di un nucleo abitato in epoca romana, mentre è certo che il territorio novese fu interessato dalla pratica della "centuriazione".
All'inizio del XX secolo l'attività economica principale era ancora quella dell'allevamento dei bachi da seta. Questa attività continuerà fino agli anni venti quando ebbe inizio l'avvento della fibre sintetiche. 
Oltre ai cereali il terreno produceva ottima uva, infatti Nova appare insieme ad altri venti comuni, come miglior produttore di vino nella classifica stilata dal poeta milanese Carlo Porta nel 1815. I vigneti furono in seguito distrutti dalla fillossera quando già l'interesse per la coltivazione fu sostituito da quello per l'industria.
Dal dopoguerra il comune è stato interessato da una notevole crescita demografica in seguito all'immigrazione, in particolare dall'alta Puglia.
Oggi l'attività agricola è fortemente ridotta, importante è invece quella lavorativa autonoma.

### Simboli
Lo stemma e il gonfalone sono stati concessi con decreto del presidente della Repubblica del 6 marzo 1950.
Il gonfalone è un drappo partito di rosso e di bianco.

## Monumenti e luoghi d'interesse

### Architetture religiose
- Chiesa della Beata Vergine Assunta nella frazione Grugnotorto costruita nel VII secolo.

Le prime notizie ufficiali risalgono al 1233. Tale edificio rimase la chiesa principale di Nova fino alla seconda metà del ‘200 quando venne costruita la chiesa parrocchiale di S. Antonino. Il declino iniziò nel XX secolo quando vi si iniziarono a svolgere solo messe minori e quella dei bambini a Natale. Negli anni settanta con l'avvio dei cantieri della nuova chiesa di Grugnotorto la Gesèta venne chiusa, sconsacrata ed utilizzata come magazzino per l'attrezzatura del campeggio. Alla fine degli anni ottanta la struttura venne rivalutata e restaurata dal locale gruppo degli Alpini. Riconsegnata e riconsacrata il 20/5/1990, oggi viene impiegata per la Messa quotidiana in inverno, per alcune messe di Suffragio e per la domenica delle palme.
La pala sopra l'altare rappresenta S. Grato (patrono di Grugnotorto) durante un suo miracolo. Una violenta grandinata minacciava le campagne e lui pregò la tempesta, deviandola dentro un pozzo risparmiando così i raccolti. Di pregio è la porta d'ingresso completamente in legno, con formelle raffiguranti episodi del Vangelo scolpite da Costantino Conti. Vi è anche un antico confessionale, ormai in disuso.
Il piccolo campanile possiede tre piccole campane in Fa4 Fuse da Luigi D'Adda di Crema nel 1949.
- Chiesa di Sant'Antonino Martire risalente al XIII secolo con all'interno pitture del Vespasiano Bignami. Possedeva tre campane fuse nel 1928. Nel 1972 a causa di un danno irreparabile alla struttura campanaria, si procedette alla rimozione di due campane e alla completa elettrificazione del sistema campanario.
- Chiesa di San Bernardo risalente al 1604 e ubicata alla cascina Meda, il cui campanile possiede lo stesso concerto della vicina chiesetta di Santa Maria Assunta in Grugnotorto.

### Architetture civili
- Villa Vertua Masolo dei primi del Novecento oggi ristrutturata e sede della Collezione permanente arti del fuoco e della donazione del pittore Vittorio Viviani
- Villa Brivio

## Società

### Evoluzione demografica
- 980 nel 1751
- 1 209 nel 1771
- 1 277 nel 1805
- 1 326 nel 1811
- 2 296 nel 1853
- 2 343 nel 1859

Abitanti censiti

All'inizio del secolo vi erano meno di 3 000 abitanti poi vi fu un graduale e contenuto incremento demografico fino al boom degli anni cinquanta e sessanta dovuto all'immigrazione dal Veneto e dal Meridione.

### Etnie e minoranze straniere
Al 31 dicembre 2023 la popolazione straniera era di 2 441 persone, pari al 10,61% dei residenti.

### Istituzioni, enti e associazioni
A Nova Milanese è presente una piccola comunità delle Figlie della Carità (Canossiane).

## Cultura

### Istruzione
La Biblioteca civica popolare di Nova Milanese fa parte del Sistema Bibliotecario BrianzaBiblioteche.

Sul territorio comunale è installato un osservatorio astronomico (Osservatorio astronomico di Nova Milanese - A25).

### Eventi
- Concorso intern. "Arti del Fuoco" Premio Città di Nova
- SuperNovaLaMericoRun - La corsa per le vie di Nova
- Fiera campionaria di Nova Milanese
- Nova Gospel Festival
- Premio letterario "I racconti della memoria"
- Premio di pittura Bice Bugatti e Premio di disegno Giovanni Segantini
- Premio di poesia "Ad Novam"

## Infrastrutture e trasporti
La SS 527 "Bustese" e la SP 9 "Vecchia Valassina" si intersecano nei pressi del centro del comune. La superstrada Milano-Meda-Lentate si trova a ovest e nord del paese, ai confini con Paderno Dugnano e Varedo.
Il territorio è servito da autobus interurbani gestiti da Brianza Trasporti, con linee verso Monza e altri comuni della Brianza, e da Autoguidovie, con una linea che collega Nova alla stazione della metropolitana di Sesto 1º Maggio.
Nell'aprile 2023 sono stati avviati i lavori di costruzione della tranvia Milano-Seregno, che prevede complessivamente tre fermate nel territorio comunale di Nova Milanese.
Fino al 2011 era attiva la linea tranviaria Milano-Desio, in seguito sostituita da autobus.

## Amministrazione
| Periodo | Periodo | Primo cittadino  | Partito                    | Carica                  | Note |
| ------- | ------- | ---------------- | -------------------------- | ----------------------- | ---- |
| 1915    | 1917    | Carlo Pessi      | PSI                        | Sindaco                 |      |
| 1921    | 1926    | Carlo Pessi      | PSI                        | Sindaco                 |      |
| 1926    | 1931    | Achille Prada    | Partito Nazionale Fascista | Podestà                 |      |
| 1931    | 1945    |                  |                            | Podestà                 |      |
| 1945    | 1962    | Carlo Fedeli     | PSI                        | Sindaco                 |      |
| 1962    | 1970    | Mario Spreafico  | PSI                        | Sindaco                 |      |
| 1970    | 1971    |                  |                            | Commissario prefettizio |      |
| 1971    | 1985    | Giorgio Fedeli   | PSI                        | Sindaco                 |      |
| 1985    | 1990    | Antonio Colombo  | PSI                        | Sindaco                 |      |
| 1990    | 1993    | Renato Parma     | PDS                        | Sindaco                 |      |
| 1993    | 1999    | Laura Barzaghi   | PPI                        | Sindaco                 |      |
| 1999    | 2003    | Ermanno Brioschi | Forza Italia               | Sindaco                 |      |
| 2003    | 2013    | Laura Barzaghi   | Partito Democratico        | Sindaco                 |      |
| 2013    | 2018    | Rosaria Longoni  | Partito Democratico        | Sindaco                 |      |
| 2018    | 2028    | Fabrizio Pagani  | Partito Democratico        | Sindaco                 |      |

## Sport
Dal 1970 la Polisportiva di Nova si occupa di calcio, pallavolo, ciclismo e pattinaggio.
Oltre alla Polisportiva di Nova è presente anche la squadra di calcio dell'USCD Novese, la cui squadra milita in Terza Categoria.
Nella stagione 2021-2022 si è aggiunta una terza squadra di calcio, il Sangiuliano City Nova Football Club, militante in serie D. Squadra originaria di San Giuliano Milanese, ha dovuto disputare a titolo transitorio le gare interne della prima squadra e degli Juniores nazionali nel centro sportivo comunale di Nova Milanese, per ragioni di contiguità territoriale con la vecchia società di cui ha rilevato il titolo (il NibionnOggiono), ai sensi del regolamento della FIGC.
Sul territorio è presente anche una società di pallacanestro: la USSA Centro Basket Nova Milanese, la cui prima squadra milita in Serie D. I colori della squadra sono il giallo e il verde.
Il gruppo sportivo G.S. San Carlo è la società sportiva degli oratori novesi.
Dal 1974 è presente sul territorio una scuola di Judo che negli anni ha ampliato la propria offerta con altre discipline marziali: la ASD Martial Arts Academy
Dal 2015 a Nova, solo per i bambini, si può giocare a baseball e a softball sul campo di via Locatelli gestito dalla Amatori Softball ASD.